# Sarja

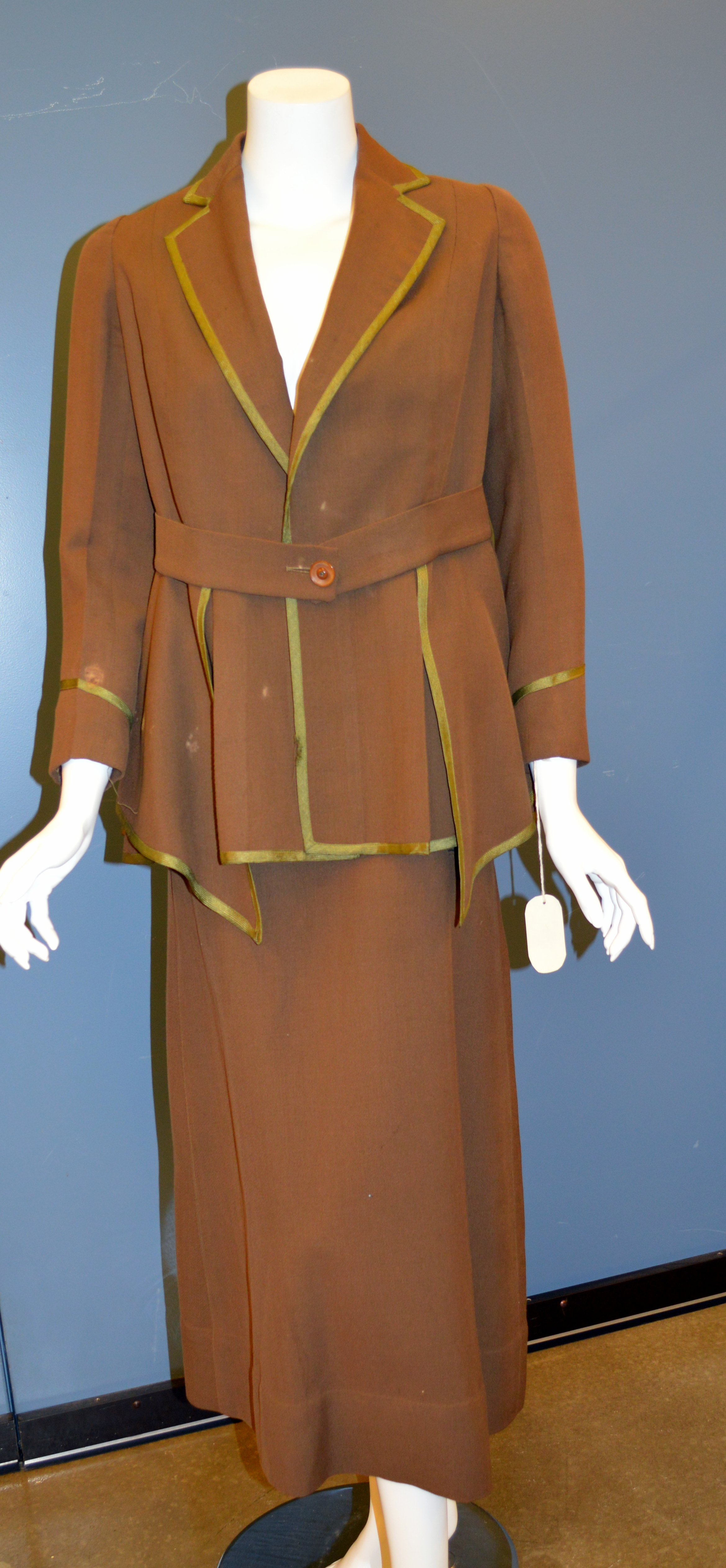
Uma roupa de sarja

Sarja é um tipo de tecido têxtil com ligamento sarja que possui linhas diagonais em ambos os lados. A variedade penteada é usada na confecção de uniformes militares, ternos, casacos e gabardinas. A sarja francesa é uma variedade mais fina e macia. A palavra também é usada para um tecido de lã tecido de alta qualidade.

## Etimologia
O nome é derivado do francês antigo serge, que deriva do latim serica, do grego σηρικός (serikos), que significa "sedoso".

## História
Desde os antigos tempos da Saxônia, a maior parte da lã inglesa era exportada. No início do século XVI, ela ia principalmente para um monopólio em Calais (então uma possessão inglesa) e era tecido na França ou nos Países Baixos. No entanto, com os franceses tomando posse da cidade durante o Cerco de Calais em 7 de janeiro de 1558, a Inglaterra começou a expandir sua própria indústria de tecelagem. Isso foi muito reforçado pelas guerras religião da Europa (Guerra dos Oitenta Anos, Guerras Religiosas na França); em 1567, os refugiados calvinistas dos Países Baixos incluíam muitos tecelões de sarja qualificados, enquanto os refugiados huguenotes no início do século XVIII incluíam muitos tecelões de seda e linho.
As sarjas de lã penteada são conhecidas desde o século XII. As sarjas modernas são feitas com urdidura penteada e uma trama de fio cardado.